# 普马乡
普马乡，是中华人民共和国四川省甘孜藏族自治州德格县曾经下辖的一个乡。

## 行政区划
普马乡撤销前下辖以下地区：
绒达村、新地村、卡沙村、马东村、真通村、基足村和甲更村。